# Бендеров, Валерий Дмитриевич
Валерий Дмитриевич Бендеров (21 февраля 1953, Львов, Украинская ССР, СССР — 30 августа 2017, Одесса, Украина) — советский и украинский оперный певец, драматический тенор.

## Биография
Родился 21.02.1953 во Львове (УССР). По происхождению Грек. Ведущий солист Одесского Национального Академического театра оперы и балета, Национальной оперы Украины (Киев). Окончил Ровенский Музыкально-педагогический по классу дирижирование, Институт им. Гнесиных (Москва) по классу артист музыкальных театров, Одесскую государственную консерваторию им. А. В. Неждановой по классу академический вокал у профессора Э. В. Летягиной. До 1986 г. ведущий солист Одесского театра музыкальной комедии им. Водяного. Служил в Афганистане в составе Ансамбля песни и пляски(солист-вокалист) Одесского военного округа (1986-88). До 2017 года ведущий солист Одесского Национального Академического театра оперы и балета и Национальной оперы Украины (Киев). Доцент Одесской Музыкальной Академии им. А. В. Неждановой. В 2012 году за весомый вклад в развитие театрального искусства, значимые творческие достижения, высокое профессиональное мастерство и к международному дню театра присвоено почетное звание «ЗАСЛУЖЕННЫЙ АРТИСТ УКРАИНЫ».
Умер 30 августа 2017 года по причине тяжелой болезни. Прощальная панихида состоялась в Одесской опере в день города, 2 сентября. Провожала любимого артиста под шквал оваций вся Одесса, соболезнование выражали известные музыканты из разных стран и звучала ария Калафа из оперы Дж. Пуччини «Турандот».

## Репертуары
Валерий Дмитриевич исполнял такие партии как:
- Отелло «Отелло» — Дж. Верди.
- Манрико «Трубадур» — Дж. Верди.
- Радамес «Аида» — Дж. Верди.
- Марио Каварадосси «Тоска» — Дж. Пуччини.
- Кавалер де Грие «Манон Леско» — Дж. Пуччини.
- Принц Калаф «Турандот» — Дж. Пуччини.
- Дон Хозе «Кармен» — Ж.Бизе.
- Канио «Паяцы» — Р.Леонкавалло.
- Туридду «Сельская честь» — П.Масканьи.
- Герман «Пиковая Дама» — П. И. Чайковский.
- Сотник «Вий» — В.Губаренко

и другие.

## Гастроли
Известный артист выступал на оперных сценах:
- Япония
- Германия
- Россия
- Молдова
- Голландия
- Испания
- Италия
- Финляндия
- Румыния
- Ливан
- Белоруссия…

##### Выступления и видео с участием Валерия Дмитриевича
Benderov V.- the best Nessun dorma (Turandot)

Benderov V.- Cavalleria rusticana. Mamma.

Benderov V.- Turandot (episodio).

Benderov V.- Vesti la giubba, Leoncavallo, Pagliacci.

Октава 23 10 16 Валерий Бендеров (Одесса, опера)

Град: Валерий Бендеров в программе Тема дня